# Anolis litoralis
Espèce
Synonymes
- Anolis centralis litoralis Garrido, 1975

Anolis litoralis est une espèce de sauriens de la famille des Dactyloidae. 

## Répartition
Cette espèce est endémique de l'Est de Cuba.

## Publication originale
- Garrido, 1975 : Distribución y variación de Anolis argillaceus Cope (Lacertilia: Iguanidae) en Cuba. Poeyana, no 142, p. 1-2.